# Bergamácia

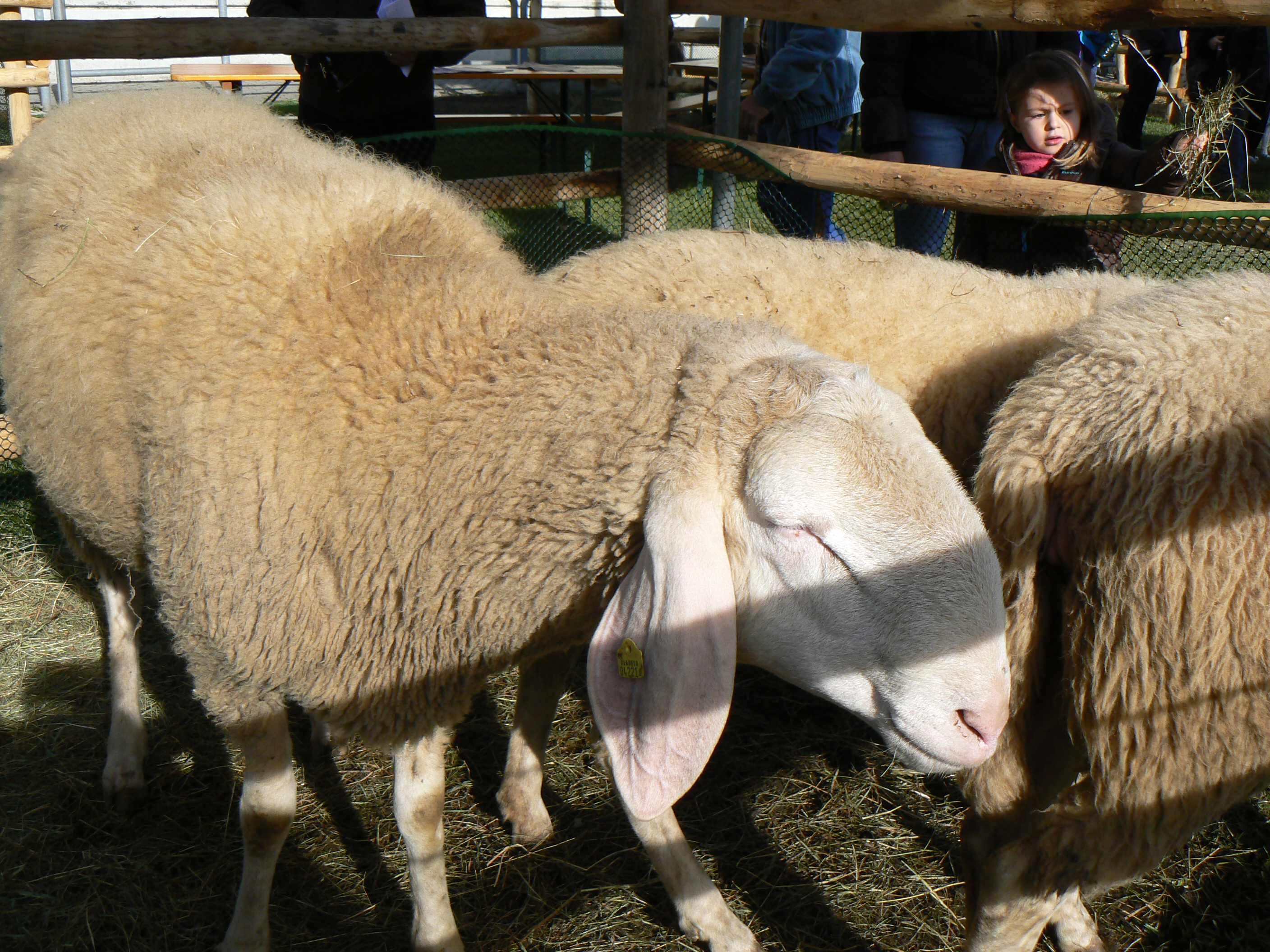
Ovelha da raça Bergamácia

Bergamácia é uma raça de ovelhas do norte da Itália, Bergamo, também criada no Brasil e em outros países, e foi usada em cruzamentos com a Morada Nova para produzir a Santa Inês. É uma raça de triplo propósito, usada para carne, leite e lã.